# Долгорукова, Екатерина Фёдоровна
Княгиня Екатерина Фёдоровна Долгорукова (урождённая Барятинская; 29 октября 1769 — 30 октября 1849) — статс-дама, кавалерственная дама; жена генерал-поручика Василия Васильевича Долгорукова; петербургская знакомая Пушкина.

## Биография
Представительница княжеского рода Барятинских. Единственная дочь обер-гофмаршала Фёдора Сергеевича Барятинского и его жены княжны Марии Васильевны Хованской.

При первом выходе в свет в 1785 году, на празднике-маскараде, устроенном Потёмкиным в Аничковом дворце для Екатерины II 16-летняя Екатерина Барятинская привлекла к себе всеобщее внимание своей красотой и грацией. Генерал-майор Л. Н. Энгельгардт вспоминал:
… Две пары танцевали кадриль: князь Дашков с княжной Барятинской, в первый раз показавшеюся в публике и удивившею всех своею красотою, а особенно ловкостью и гибкостью стана своего. Она одета была просто в белом платье, а кавалер её сверх мундира в белой домине. Вторая пара была графиня Матюшкина, кавалер её был граф Г. И. Чернышев, обе пары танцевали так, что я в жизни моей лучших танцовщиков не видал.
Императрица удостоила молодую Барятинскую своим вниманием и пожаловала её во фрейлины, возможно чтобы доставить удовольствие князю Барятинскому, одному из своих главных сподвижников во время дворцового переворота 1762 года.

## Замужество
В январе 1786 года Екатерина Барятинская вышла замуж за генерал-поручика князя Василия Васильевича Долгорукова. После свадьбы молодая чета поселилась в Петербурге в собственном доме на Большой Морской, д.31.
С началом русско-турецкой войны князь Василий Долгоруков отправился в действующую армию. Он участвовал во взятии Очакова, за что был награждён орденом Св. Георгия 2-й степени.

Екатерина Фёдоровна последовала за мужем в армию, провела зиму 1790 года в Бендерах, где ею серьезно увлёкся князь Потёмкин. Однако же, по уверениям современников, все старания князя добиться расположения молодой красавицы оказались напрасными. Она любила мужа и была известна «твердостью правил». П. В. Завадовский сообщал С. Воронцову:
Князь, сюда заехавши, иным не занимается как обществом женщин, ища им нравиться и их дурачить и обманывать. Влюбился он еще в армии в княгиню Долгорукову, дочь кн. Барятинского. Женщина превзошла нравы своего пола в нашем веке: пренебрегла его сердцем. Он мечется как угорелый. Уязвленное честолюбие делает его смехотворным.
 Правда, не все думали так, в своих мемуарах графиня В. Н. Головина писала:
… Я сразу заметила страстное внимание Потемкина к княгине Долгоруковой. Некоторое время она сдерживалась в моем присутствии, но тщеславие взяло вверх, и она предалась самому шокирующему кокетству, которое все более и более отдаляло нас друг от друга. Все окружающее было мне неприятно, и сам воздух казался заражённым.

Светлейший князь давал в её честь праздники в своём дворце-землянке, на которых она присутствовала в костюме одалиски, исполнял все её желания и прихоти, отправлял курьеров в Париж за бальными башмаками для неё и даже ускорил ради неё штурм Измаила, желая поразить её зрелищем атаки крепости. 

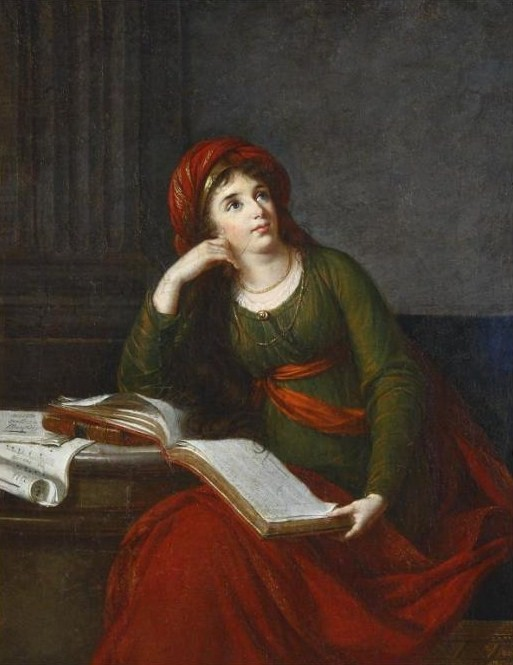
Портрет Долгоруковой в образе Сивиллы.

Писатель Соллогуб, со слов графа Головкина, рассказывал такой эпизод. Как-то Потемкин, гарцуя на лошади, попросил Екатерину Фёдоровну дать ему понюхать подснежник, приколотый к её мантилье. Та нехотя подала цветок. В это время лошадь рванула, и подснежник упал в грязь. «Вы позвольте мне, княгиня, возвратить вам такой же цветок!» — спросил Потемкин и, получив согласие, тут же отправил фельдъегеря в Петербург. Через несколько дней он преподнес ей специально изготовленный бриллиантовый подснежник дивной работы, но этот дар был отвергнут. В бешенстве Потемкин швырнул драгоценный цветок на землю и растоптал его.

После возвращения в Санкт-Петербург в 1791 году Екатерина Долгорукова заняла первое место среди красавиц императорского двора. Соединяя с красотой ум, веселость и обворожительную любезность, она была окружена толпой поклонников, среди которых выделялся австрийский посол граф Людвиг Кобенцель, отличавшийся пристрастием к любительским спектаклям. Они разыгрывались в доме у княгини Долгоруковой, причем главные роли весьма успешно и с большим талантом исполнялись самой хозяйкой, которая замечательно пела, и её приятельницей княгиней Н. И. Куракиной. Портрет Екатерины Фёдоровны в образе Сивиллы был написан Мари Виже-Лебрён, которая отмечала:
…Красота её меня поразила: черты лица её были строго классические, с примесью чего-то еврейского, особенно в профиле; длинные темно-каштановые волосы падали на её плечи; талия её была удивительная, и во всей её особе было столько же благородства, сколько и грации.
Безмятежная жизнь Долгоруковых закончилась с воцарением Павла I. Император подверг опале князя Фёдора Сергеевича Барятинского, как участника печальных событий последних дней царствования Петра III. На просьбу Екатерины Фёдоровны помиловать отца Павел с гневом ответил: «У меня тоже был отец, сударыня!» Барятинские вынуждены были уехать за границу. В августе 1799 года опала постигла князя В. В. Долгорукова. Ему было приказано в двадцать четыре часа выехать из Петербурга в своё подмосковное имение Знаменское с запрещением въезда в обе столицы. Спустя несколько месяцев Долгоруковы получили разрешение выехать за границу.

Два года они провели в Дрездене, ездили в Вену и Париж. Во Франции Екатерина Фёдоровна заняла видное положение, где постоянными посетителями её салона были Лагарп, аббат Делиль, граф Сегюр, Виже-Лебрен; она была дружна с госпожой Рекамье, появлялась и при дворе первого консула Бонапарта, однако не скрывая презрительного отношения к нему. Своими колкими замечаниями она вызвала недовольство Бонапарта. Вскоре в газетах появились нелестные для княгини статьи, и после провозглашения империи Долгоруковы переехали в Италию. По причине начавшейся войны с Россией, возвращение во Францию было невозможно, и княгиня Долгорукова с детьми провела зиму 1804—1805 годов в Неаполе. Живший там А. Я. Булгаков, писал брату:
Поздравь нас с Долгоруковой, нашей петербургской соседкой. Она очень любезна и хороша еще. 4-го ноября был Сан-Карло иллюминован, но она ослепляла более свеч: все глаза были на неё обращены. У вас Екатерина III - Пушкина, а мы здесь Долгорукову так называем... У меня с княгиней пречастые ссоры за проклятую её страсть к игре, как больно моему сердцу видеть молодую женщину, которую люблю, расстраивающую своё имение. Какая несчастная и неизлечимая страсть - карты!
 В августе 1806 года Долгоруковы переехали в Вену, где у Екатерины Фёдоровны было много знакомых, а в июле 1807 года они вернулись в Россию. В Петербурге семейство Долгоруковых было представлено ко двору. Екатерина Фёдоровна вновь заняла приличествующее ей место в свете. Император Александр I и царская фамилия посещали балы, которые она давала городу и дипломатическому корпусу. Сын её, князь Николай Васильевич, позднее писал:
… Дом наш сделался одним из самых любимых. Отборное общество собиралось у нас.
 В 1812 году Екатерина Фёдоровна овдовела. Князь Долгоруков умер от апоплексического удара, оставив долгов на полмиллиона рублей. В 1816 году она была пожалована в кавалерственные дамы, 22 августа 1826 года при коронации Николая I в статс-дамы, а в 1841 году получила орден Святой Екатерины большого креста. 

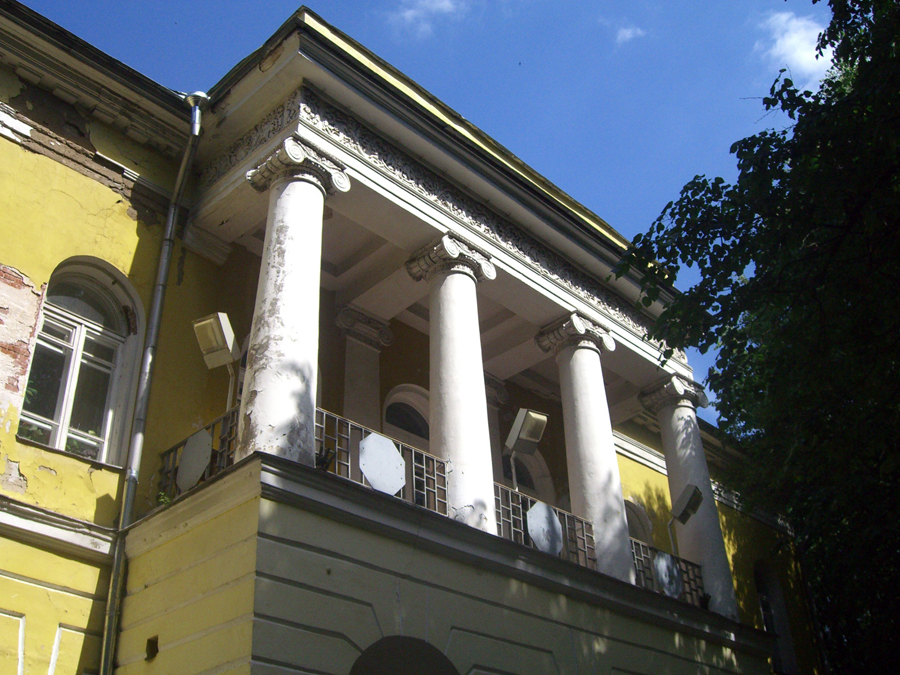
Подмосковное имение княгини Е. Ф. Долгоруковой — село Знаменское

До глубокой старости появлялась на придворных торжествах, где пользовалась почётом и уважением. Впрочем, Пушкин был с ней знаком и дал ей резкую характеристику в своих дневниках:
…Ропщут на двух дам, выбранных для будущего бала в представительницы петербургского дворянства: княгиню К. Ф. Долгорукую и графиню Шувалову. Первая — наложница кн. Потемкина и любовница всех итальянских кастратов...
Скончалась в возрасте восьмидесяти лет, была похоронена рядом с мужем в церкви при усадьбе Волынщино-Полуэктово Рузского уезда Московской губернии.

## Семья
У четы Долгоруковых было пять детей:
- Василий Васильевич (27.03.1787—12.12.1858), получил домашнее воспитание, с 1808 года поручик Семёновского полка; участвовал при Александре I в турецкой войне, отличился при штурме Браилова и в сражении под Силистрией. Оставив военную службу, всю жизнь прослужил по придворному ведомству, с 1812 года камер-юнкер, с 1814 года камергер, с 1819 года шталмейстер двора, в коронацию Николая I получил Александровскую ленту. С 1832 года обер-шталмейстер двора, заведовал царскими конюшнями; с 1832 по 1841 г. был петербургским губернским предводителем дворянства. В 1834 году награждён орденом св. Владимира 1 ст., а в 1839 году сделан кавалером ордена св. Андрея Первозванного. Был женат с 1812 года на фрейлине Варваре Сергеевне Гагариной (1793—1833), сестре директора Императорских театров князя С. С. Гагарина.

- Николай Васильевич (8.10.1789—2.06.1872) — гофмаршал, был женат с 1821 года на княгине Екатерине Дмитриевне Голицыной (1801—1881), статс-даме, дочери генерала Д. В. Голицына и внучке известной «Пиковой дамы» Н. П. Голицыной.

- Екатерина Васильевна (21.04.1791—18.01.1863), получила домашнее воспитание, была хорошей музыкантшей и танцовщицей, в 1808 году была пожалована во фрейлины и затем вышла замуж за графа Сергея Николаевича Салтыкова (1777—1828), младшего сына фельдмаршала Н. И. Салтыкова. Брак был до того неудачным, что сам Александр I предложил ей развести её с мужем и устроить новую блестящую партию. Екатерина Васильевна отличалась религиозностью и благочестием, поэтому отклонила предложение императора. Овдовев в 1828 году, не имея детей, она всю свою жизнь прослужила при дворе, в 1835 году была пожалована в статс-дамы, с 1840 по 1855 г. состояла в должности гофмейстерины при дворе цесаревича Александра Николаевича, затем императрице Марии Александровны и кавалерственная дама ордена св. Екатерины большого креста. В своём имении на реке Охте Салтыкова основала богадельню для бедных женщин и выстроила в ней в 1850 году по проекту академика В. П. Львова каменную церковь во имя св. Екатерины, на содержание богадельни она завещала капитал и была погребена в склепе под храмом.

- Александр Васильевич (10.10.1794[11]—24.03.1795), крещен 18 ноября 1794 года в Исаакиевском соборе, крестник брата Василия.

- Софья Васильевна (04.07.1798—05.07.1798).

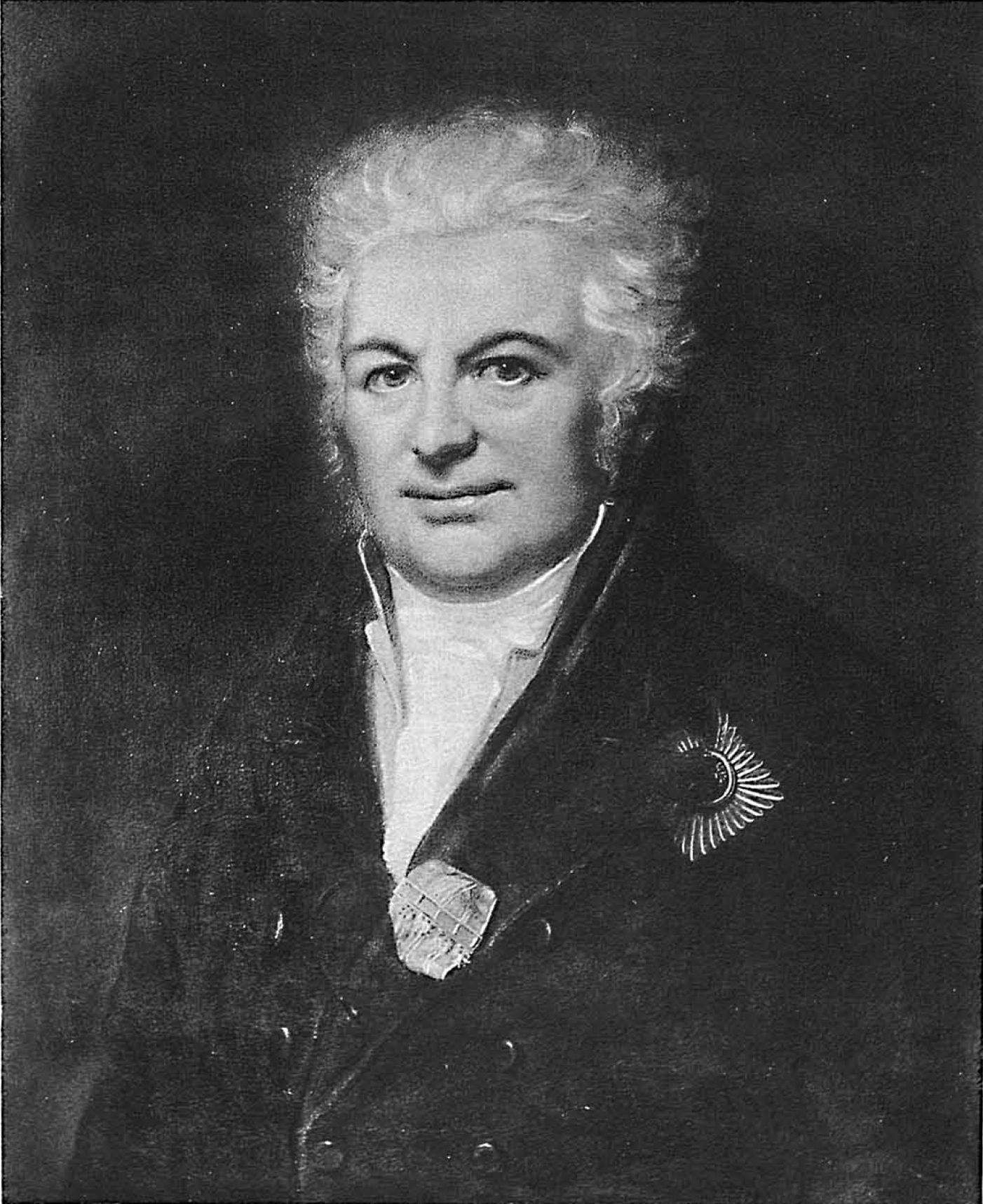
Василий Васильевич Долгоруков
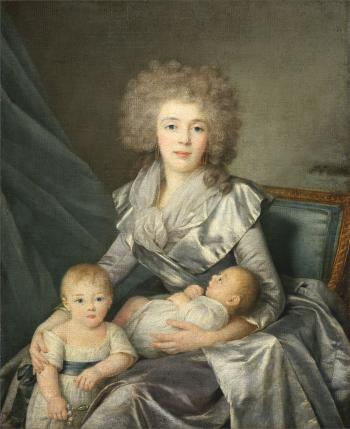
Екатерина Фёдоровна с сыновьями
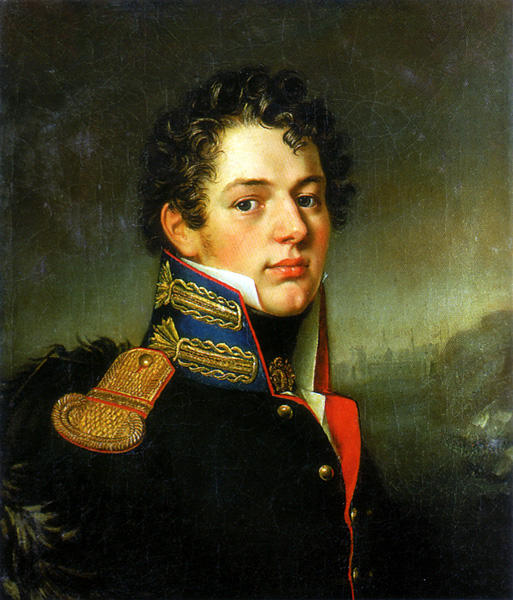
Василий Васильевич, сын
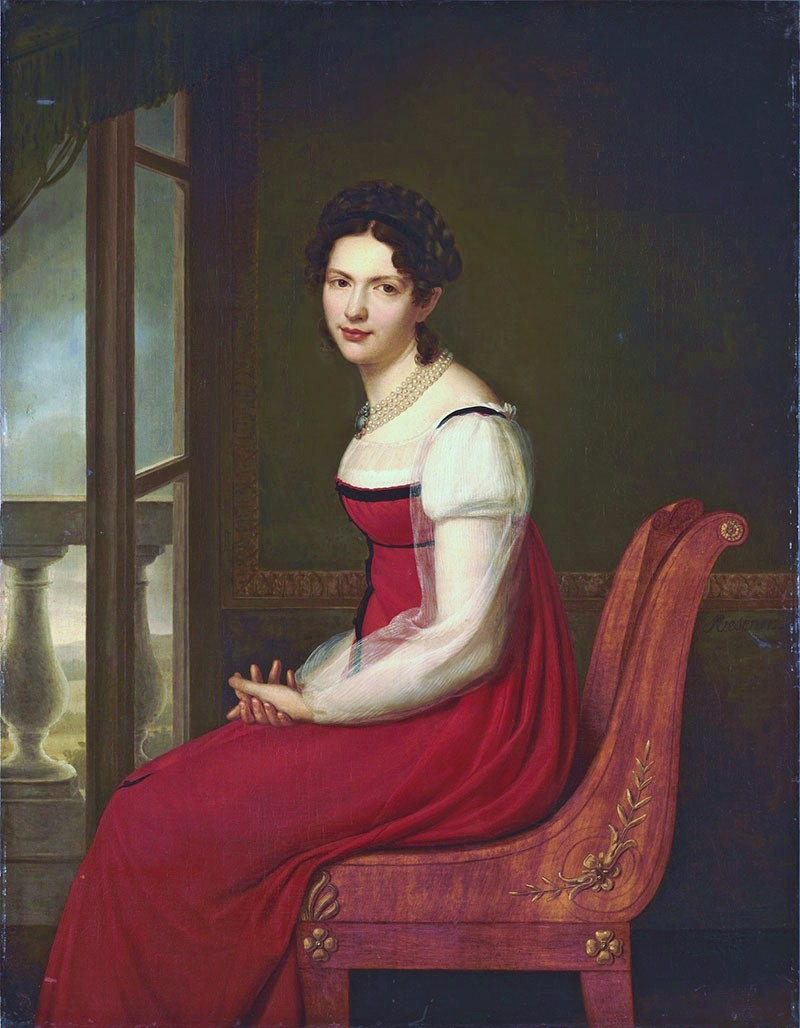
Варвара Сергеевна, невестка
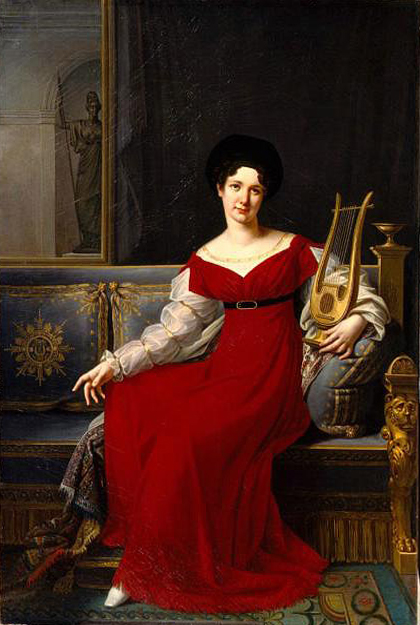
Екатерина Васильевна, дочь